# 7-я Московская стрелковая дивизия народного ополчения (Бауманского района)
7-я Московская стрелковая дивизия народного ополчения (Бауманского района) — воинское соединение добровольцев СССР в Великой Отечественной войне.

## История дивизии
Бауманская дивизия включала в себя рабочих и студентов около сотни предприятий и учреждений Бауманского района, самыми крупными из которых были технический институт им. Баумана, институт химического машиностроения, аэродинамический институт, инженерно-экономический институт им. Ордженикидзе.
Из воспоминаний ополченца Бауманской дивизии Каткова П. В.:
```
9 июля ребята, с которыми он работал в Службе контактной сети на 
ж/д "Сходня"
, сообщили, что записались добровольцами на фронт, и он подписался под общим списком, несмотря на бронь от аэроклуба. 

"Как вы, так и я!" - сказал он им.

"За нами приехал военный и отвез к школе в районе метро «Бауманская». Нас зачислили в Московское ополчение по защите Москвы. Тут же во дворе построили и повели нас в школу, а вечером – пешком в Химки"
[
5
]
.
```

Школа, в которую привозили добровольцев, имела номер 353. Именно она была центром формирования Бауманской дивизии народного ополчения. Дивизия насчитывала около 12 тысяч добровольцев.
С 9 июля дивизия дислоцировалась в район г. Химки, где проводились обучения новобранцев. С 16 июля дивизию передислоцировали под Волоколамск для создания Можайской линии обороны. С конца июля дивизия была переброшена на восточный берег Днепра близ Дорогобужа для возведения ржевско-вяземского оборонительного рубежа.
Приказом Ставки от 30 июля вместе с другими дивизиями народного ополчения вошла в состав 32-й армии Резервного фронта. В связи с ухудшившейся обстановкой на Западном и Резервном фронтах после Смоленского стражения Бауманской дивизии было отдано распоряжение 4 августа занять рубеж близ Вязьмы и Дорогобужа. Здесь воины приняли присягу.
Директивой НКО СССР 26 сентября Бауманская дивизия вошла в регулярную армию и получила общевойсковой номер 29. Полки дивизии также были перенумерованы. В конце сентября в составе дивизии насчитывалось 15 тысяч человек личного состава и 33 танка или танкетки.

## Подчинение
| Дата              | Фронт (округ)            | Армия      |
| ----------------- | ------------------------ | ---------- |
| 10.07.41-30.07.41 | Московский военный округ |            |
| 01.08.41-26.09.41 | Резервный фронт          | 32-я армия |

## Состав

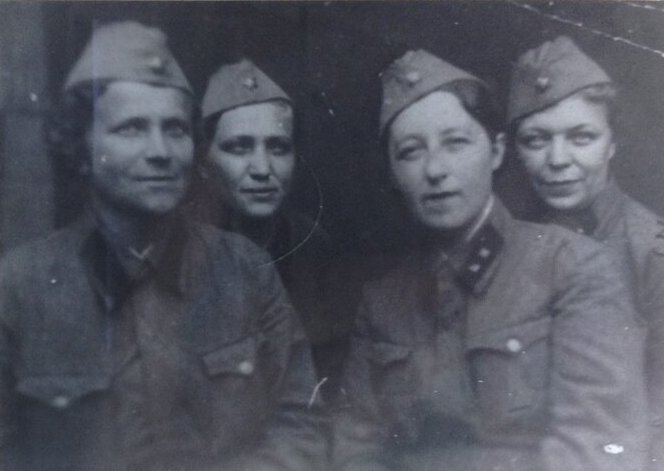
Медсанбат 7-й Бауманской дивизии

### Со 2 июля до 1 сентября[2]
- 19-й стрелковый полк,
- 20-й стрелковый полк,
- 21-й стрелковый полк,
- 7-й запасной стрелковый полк,
- 45-й отдельный артиллерийский дивизион,
- 76-й отдельный артиллерийский дивизион,
- отдельная самокатно-разведывательная рота,

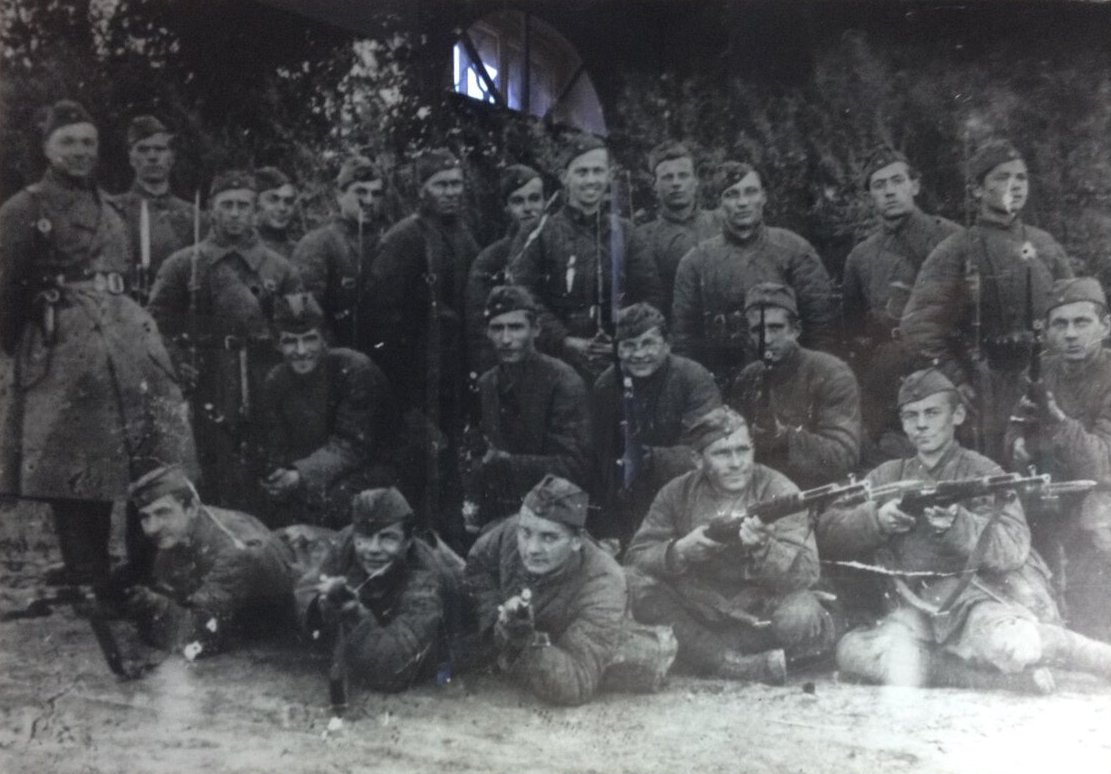
Разведрота 7-й Бауманской дивизии

- самоходно-артиллерийский полк,
- отдельная рота связи,
- медико-санитарный батальон,
- автотранспортная рота.

### С 1 по 26 сентября[2]
- 1294-й стрелковый полк,
- 1296-й стрелковый полк,
- 1298-й стрелковый полк,
- 974-й артиллерийский полк,
- 698-й отдельный зенитный артиллерийский дивизион,
- 473-я разведывательная рота ,
- 862-й отдельный батальон связи,
- 496-й медико-санитарный батальон,
- 335-я отдельная рота химзащиты,
- 308-я автотранспортная рота,
- 265-я полевая хлебопекарня.

## Руководящий состав дивизии

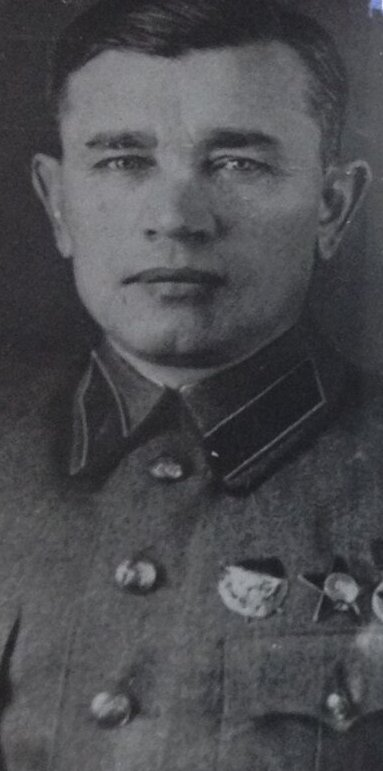
Командир 7-й Бауманской дивизии, Заикин И. В.

### Командование дивизии
- Заикин И.В. — командир дивизии, комбриг, преподаватель общей тактики в Военной академии имени М. В. Фрунзе, погиб в боях под Вязьмой;
- Лукин П.М. — комиссар дивизии;
- Мамаев Н.В. — помощник комиссара дивизии;
- Мукомоль Я.В. — начальником штаба дивизии, полковник;
- Охапкин Н.Г. — начальник политотдела дивизии[3].

### Командование полков
- Разгуляев М.В.— командир 19-го стрелкового полка, полковник[9];
- Шудренко Т. М. — командир 20-го стрелкового полка, майор[9];
- Михеев А. П. (по 18 июля)[9], затем Щаденко (возможно Щедренко)[3] — командир 21-го стрелкового полка, майор;
- Горемыкин, Мороз Ф.А., Силантьев П.Ф., Родионов И. — комиссары полков[3].

## Память дивизии
- Памятник ополченцам-бауманцам (242 км Минского шоссе)[11];
- Школьный музей 21 полка действует в школе № 342 (г. Москва, Переведеновский переулок, 11)[12]
- В 1965 году в школе № 353 им. А. С. Пушкина (ул. Бауманская, 40) был открыт музей боевой славы 7-й бауманской дивизии.
- Мемориал «Богородицкое поле» (Смоленская область, Вяземский район, село Богородицкое);
- Памятник женщине с дочкой, ждущей весточку об ополченце (г. Москва, м. Бауманская, площадь Разгуляй)[13][14][15].